# 베르나르디노 텔레시오

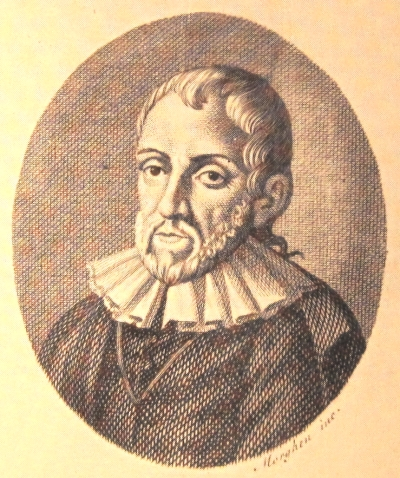
베르나르디노 텔레시오

베르나르디노 텔레시오(Bernardino Telesio, 1509년 11월 7일 – 1588년 10월 2일) 이탈리아 철학자이자 자연 과학자였다.
텔레시오는 남부 이탈리아( 나폴리 왕국) 칼라브리아(Calabria)에 있는 도시인 코센차(Cosenza)의 귀족 가문에서 태어났다. 그는 밀라노에서 학자이자 저명한 시인인 삼촌 안토니오에게 교육을 받았고 , 그 후에는 로마와 파도바에서 교육을 받았다. 그의 연구에는 르네상스 서번트의 커리큘럼을 구성하는 모든 광범위한 과목, 고전, 과학 및 철학이 포함되었다. 이렇게 무장한 그는 중세의 아리스토텔레스주의 에 대한 공격을 시작했으며 그 당시 파도바와 볼로냐에서 번성했다. 1553년에 그는 Cosenza에 결혼하여 정착하여 Cosentian Academy 의 설립자가 되었다. 1544년부터 1550년까지 그리고 1565년 이후에는 노체라 공작 알폰소 3세 카라파의 집에서 살았다.
1565년에 그의 위대한 저서 De Rerum Natura Iuxta Propria Principia ( 그들의 원리에 따른 사물의 본성에 관하여)가 나타났고 1586년에는 9권의 완전한 판본이 출판되었다. 그 뒤를 이어 그의 주요 작업을 보강하기 위해 추가된 부차적 중요성의 많은 과학 및 철학적 작업이 뒤따랐다.

1552년 텔레시오는 2명의 자녀를 둔 과부 Diana Sersale과 결혼하여 4명의 자녀를 두었다. 그의 아내가 죽은 후, 교황 비오 4세는 그에게 코센차 대주교를 제안했지만 텔레시오는 그의 형제 토마소를 위해 거절했다. Bernardino는 Aulo Giano Parrasio가 시작한 철학-과학적 "Telesian" 아카데미를 인수한 Cosenza에서 생애의 마지막 몇 년을 보냈다.
그는 1588년 코센차에서 사망했는데, 학자들과 제자들 사이에서 유명했지만, 그가 확립된 아리스토텔레스주의에 반대하는 이단적 견해로 교회의 반대를 받았고, 그가 죽은 후 얼마 지나지 않아 교황 클레멘스 8세는 그의 책들을 금서 목록에 올려 놓았다.
그는 물질과 형태를 가정하는 대신에 물질과 힘에 기반을 두고 있다. 이 힘에는 두 가지 상반되는 요소가 있다. 팽창하는 열과 수축하는 냉기이다. 이 두 가지 과정은 모든 다양한 형태와 유형의 존재를 설명하지만 힘이 작용하는 질량은 동일하게 유지된다. 전체의 조화는 각각의 분리된 사물이 자체 본성에 따라 자체적으로 발전하는 동시에 그 움직임이 나머지에 도움이 된다는 점에서 이루어진다. 이 이론의 명백한 결함, (1) 감각만으로는 물질 자체를 이해할 수 없다는 것, (2) 현상의 다양성이 어떻게 이 두 가지 힘으로부터 기인할 수 있는지는 분명하지 않지만 아리스토텔레스의 뜨겁고 차가운, 건식/습식 설명, (3) 그가 이 두 가지 힘의 존재를 입증할 증거를 제시하지 않았다는 사실은 당시 그의 제자인 Patrizzi에 의해 지적되었다.
텔레시오는 추상적인 이성 의 인정된 권위에 반대하는 위대한 남부 이탈리아 운동의 수장이었고, 톰마소 캄파넬라와 조르다노 브루노, 프랜시스 베이컨과 르네 데카르트의 과학적 방법이 싹을 틔운 씨앗을 뿌렸으며, 그 씨앗은 매우 다양한 결과를 낳았다. 따라서 그는 순수한 지적인 영역을 버리고 감각이 제공하는 데이터에 대한 탐구를 제안했는데, 그로부터 그는 모든 진정한 지식이 실제로 나온다고 주장했다(그의 감각 지각 이론은 본질적으로 De Anima에서 아리스토텔레스의 이론을 재작업한 것이다).
1. ↑  Stanford Encyclopedia of Philosophy entry on Telesio.